# Sebastian Stock
Sebastian Stock (* 15. November 1977 in Immenstadt im Allgäu) ist ein ehemaliger deutscher Curler. Seit 2017 ist er als National Coach Elite für den Schweizer Curlingverband SWISSCURLING tätig.
Sein internationales Debüt hatte Stock im Jahr 1995 bei der Curling-Juniorenweltmeisterschaft in Perth, und er gewann mit einer Silbermedaille sein erstes Edelmetall. Bei der EM 2002 wurde er erstmals Europameister. Bei der EM 2004 konnte Stock den Titel des Europameisters erneut gewinnen.
Stock spielte für Deutschland bei den Olympischen Winterspielen 2002 in Salt Lake City als Skip. Die Mannschaft schloss das Turnier auf dem sechsten Platz ab.

## Erfolge
- Europameister 2002, 2004
- 2. Platz Weltmeisterschaft 2004
- 2. Platz Juniorenweltmeisterschaft 1995
- 3. Platz Juniorenweltmeisterschaft 1996